# Padule Pian d'Alma
Il Padule Pian d'Alma è un biotopo della provincia di Grosseto, nei pressi della frazione Pian d'Alma.

## Storia
L'area rientra nel SIR 108 “Monte d'Alma” di ettari 5.845,08 e nel pSIC omonimo (cod. IT51A0008): non sono presenti aree protette ai sensi della L 394/91 e LRT 49/95.

## Territorio
L'area palustre di Pian d'Alma si estende per circa 68 ettari alla foce del Fosso Alma, un piccolo corso d'acqua con andamento est-ovest che proviene dal gruppo collinare Poggio Ballone-Monte Stella e sfocia nel tratto di litorale sabbioso fra la costiera di Punta Martina a nord e quella di Punta Ala a sud, al limite settentrionale del territorio comunale di Castiglione della Pescaia . 
Il biotopo si colloca nell'area più depressa e prossima al mare dell'ampio solco vallivo in cui scorre il Fosso Alma, oggi suddiviso in due rami, Alma nuovo a sud e Alma vecchio a nord. La depressione è colma di materiale alluvionale recente, sostanzialmente limi, argille e sabbie provenienti dalle colline costiere attorno ad essa, tutte a litologia arenaceo-silicea. Anticamente tutta la parte bassa della valle era soggetta ad allagamento e ristagno d'acqua e quindi occupata da vegetazione igrofila spontanea. I lavori di bonifica e di regimazione delle acque, avviati sin dall'epoca lorenese, hanno consentito uno sviluppo agrario della valle che ha trasformato completamente il paesaggio vegetale originale. L'area palustre è separata dalla costa da una ampia fascia di tombolo sabbioso con pino domestico e pino marittino, oggi in gran parte occupato da campeggi.

## Flora
La vegetazione del biotopo è abbastanza composita consistendo di un mosaico di fitocenosi forestali intercalate ad ampie superfici di vegetazione erbacea a diverso grado di alofilia.
Nel biotopo si conservano ancora tipici aspetti di vegetazione erbacea alofila e subalofila tipica delle stazioni umide salmastre delle coste maremmane, in cui compaiono alcuni elementi floristici di un certo interesse come Juncus gerardi e Artemisia coreulescens var. palmata. Taluni aspetti vegetazionali sono riferibili all'habitat prioritario europeo “steppe salate mediterranee” (Direttiva 97/62/CE) . 
Sono anche presenti interessanti nuclei di boscaglia termo-igrofila planiziale: il bosco occupa le parti più interne dell'area palustre ed è dominato dal frassino ossifillo (Fraxinus oxycarpa) e dall'olmo campestre (Ulmus minor). Dove il grado di salinità del suolo aumenta diventa sempre più importante il ruolo delle tamerici (Tamarix gallica e T. africana). 
Avvinghiate agli alberi vi sono caratteristiche piante lianose di ambienti umidi e caldi come la vite selvatica (Vitis vinifera ssp. sylvestris), il luppolo (Humulus lupulus) e la brionia (Bryonia dioica). 
Nel sottobosco erbaceo sono presenti alcuni carici (Carex pendula, Carex remota, Carex otrubae), il giglio d'acqua (Iris pseudacorus), i ranuncoli (Ranunculus velutinus), l'aglio triquetro (Allium triquetrum) ed altre specie. 
In certi punti, la presenza di pascolo e sosta di bestiame bovino ha causato un notevole impoverimento del sottobosco erbaceo, favorendo alcune specie nitrofile come i romici (Rumex sp.) e il cerfoglio (Chaerophyllum temulentum). 
La vegetazione erbacea presenta un certo grado di alofilia, eccettuato forse il canneto a Phragmites australis che occupa superfici abbastanza considerevoli verso il centro dell'area palustre dove l'acqua ha un minor grado di salinità. Più in prossimità della costa e ai bordi dei chiari d'acqua tendono ad espandersi i popolamenti a Bolboschoenus maritimus, specie più spiccatamente alofila. 
In stazioni più asciutte, sempre su terreni moderatamente salati, si intercala il giuncheto a Juncus acutus e Juncus gerardi, di cui vi è discreta abbondanza. Associata vi è spesso la vigorosa graminacea Elymus pungens, dal caratteristico color verde-grigio. 
Laddove invece l'ambiente diventa più decisamente salmastro compaiono anche le caratteristiche fitocenosi a chenopodiacee alofile come Atriplex portulacoides, Sarcocornia perennis, cui si associano Limonium narbonense e la graminacea Puccinellia festuciformis. Questi ultimi aspetti sono riferibili all'habitat prioritario europeo “steppe salate mediterranee” (ordine Limonietalia).

## Fauna
Questi habitat costituiscono un importante rifugio per la fauna, in particolare uccelli acquatici .